# Аберкорн (футбольний клуб)
«Аберкорн» (шотл. Abercorn Football Club) — колишній шотландський футбольний клуб з міста Пейслі, створений 1877 року. Клуб був одним із засновників Шотландської футбольної ліги у 1890 році, але не зміг конкурувати із іншою командою міста «Сент-Міррен», через що швидко вилетів із вищого дивізіону, а 1920 року припинив проводити матчі.

## Історія
«Аберкорн» був заснований 10 листопада 1877 року і став виступати у одному з найстаріших футбольних турнірів світу — Кубку Шотландії, де найвищого результату досягнув у 1887 році, дійшовши до півфіналу змагань і повторивши це досягнення у двох наступних сезонах.
В 1890 році «Аберкорн» став одним із засновників Шотландської футбольної ліги. У дебютному розіграші клуб зайняв 7 місце серед 10 учасників, а наступного — дев'яте серед 12 учасників. За підсумками третього сезону 1892/93 клуб зайняв передостаннє 9-те місце і вилетів до новоствореного другого дивізіону, де провів наступні три сезони.
1896 року, вигравши другий дивізіон, клуб повернувся в еліту, де виступив вкрай провально, здобувши лише одну перемогу у 18 іграх і цього разу назавжди вилетів із першого дивізіону, в якому загалом провів лише чотири сезони. 1909 року команда стала першою, але не отримала просування до вищого дивізіону і продовжила виступати у другому дивізіоні аж до 1915 року, коли цей турнір було призупинено через Першу світову війну.
Після цього клуб виступав з 1915 по 1920 рік у Західній лізі аж до моменту, поки оренда їх стадіону «Нью Релстон Парк» була припинена за наказом місцевої міської ради, зазначивши причиною бажання побудувати на цьому місці льодову ковзанку, хоча його будівництво затримувалось ще чотири роки. За думкою ряду вболівальників команди, головний клуб міста «Сент-Міррен» використав свої зв'язки з міською владою Пейслі, щоб прибрати конкурента. Незважаючи на те, що не маючи нового стадіону клуб «Аберкорн» не був включений до жодного чемпіонату, вони зіграли один матч у наступному сезоні 1920/21 в гостьовому поєдинку шотландського Кубка проти «Вейл оф Левен». Близько 2000 глядачів стали свідками останньої гри, яку зіграв «Аберкорн», програвши її 2:8. «Аберкорн» втратив членство в Шотландській футбольній асоціації 29 березня 1922 року, оскільки так і не зумів собі знайти новий домашній стадіон.
У сезоні 2009/10, через 90 років після зникнення оригінального клубу, під назвою «Аберкорн» у Пейслі сформувався новий клуб. Втім команда у своєму першому сезоні програла всі свої 18 матчів.